# Adriana Gerši
Adriana Gerši (Šternberk, 26 juni 1976) is een voormalig tennisspeelster uit Tsjechië. Zij begon met tennis toen zij zeven jaar oud was. Haar favoriete ondergrond is hardcourt. Zij was actief in het proftennis van 1994 tot en met 2002. Op 14 juni 2003 trouwde zij met de Tsjechische tennisser David Rikl – het echtpaar woont in Florida en heeft drie kinderen.

## Loopbaan

### Enkelspel
Gerši debuteerde in 1992 op het ITF-toernooi van Rebecq (België). Zij stond in 1994 voor het eerst in een finale, op het ITF-toernooi van Cluj (Roemenië) – hier veroverde zij haar eerste titel, door de Zwitserse Miroslava Vavrinec te verslaan. Twee weken later volgde de tweede ITF-titel, en nogmaals twee weken later de derde. In totaal won zij vijf ITF-titels, de laatste in 2000 in Dubai (Verenigde Arabische Emiraten).
In 1996 kwalificeerde Gerši zich voor het eerst voor een WTA-hoofdtoernooi, op het toernooi van Nichirei (Tokio). Zij strandde in de eerste ronde. Zij stond in 2001 voor het eerst in een WTA-finale, op het toernooi van Bazel – hier veroverde zij haar eerste (en enige) titel, door de Zwitserse Marie-Gaïané Mikaelian te verslaan.
Haar beste resultaat op de grandslamtoernooien is het bereiken van de derde ronde. Haar hoogste positie op de WTA-ranglijst is de 48e plaats, die zij bereikte in juni 1997.

### Dubbelspel
Gerši was weinig actief in het dubbelspel. Zij debuteerde in 1994 op het ITF-toernooi van Staré Splavy (Tsjechië) samen met landgenote Gabriela Navrátilová. Later dat jaar stond zij voor het eerst in een finale, op het ITF-toernooi van Burgdorf (Zwitserland), samen met landgenote Lenka Cenková – hier veroverde zij haar eerste (en enige) titel, door het Israëlische duo Ilana Berger en Tzipora Obziler te verslaan.
Alleen in 1996 speelde Gerši enkele malen op een WTA-hoofdtoernooi. Zij kwam daarin meestal niet voorbij de eerste ronde. Daarna staakte zij het dubbelspel.
Haar hoogste positie op de WTA-ranglijst is de 165e plaats, die zij bereikte in oktober 1996.

## Posities op deWTA-ranglijst
Positie per einde seizoen:
| jaar | rang enkelspel | rang dubbelspel |
| ---- | -------------- | --------------- |
| 2002 | 351            | –               |
| 2001 | 77             | –               |
| 2000 | 68             | –               |
| 1999 | 77             | –               |
| 1998 | 63             | –               |
| 1997 | 94             | –               |
| 1996 | 99             | 175             |
| 1995 | 213            | 742             |
| 1994 | 310            | 524             |

## Palmares
| Legenda                |
| ---------------------- |
| Grandslamtoernooi      |
| Olympische Spelen      |
| Year-End Championships |
| Tier I                 |
| Tier II                |
| Tier III               |
| Tier IV & V            |

### WTA-finaleplaatsen enkelspel
| nr.              | finale     | toernooi  | ondergrond | tegenstandster         | score    |         |
| ---------------- | ---------- | --------- | ---------- | ---------------------- | -------- | ------- |
| gewonnen finales |            |           |            |                        |          |         |
| 1.               | 2001-08-05 | WTA Bazel | gravel     | Marie-Gaïané Mikaelian | 6-4, 6-1 | details |

## Resultaten grandslamtoernooien
| Legenda | Legenda                          |
| ------- | -------------------------------- |
| g.t.    | geen toernooi gehouden           |
| l.c.    | lagere categorie                 |
| –       | niet deelgenomen                 |
| G       | uitgeschakeld in de groepsfase   |
| 1R      | uitgeschakeld in de eerste ronde |
| 2R      | uitgeschakeld in de tweede ronde |
| 3R      | uitgeschakeld in de derde ronde  |
| 4R      | uitgeschakeld in de vierde ronde |
| KF      | uitgeschakeld in de kwartfinale  |
| HF      | uitgeschakeld in de halve finale |
| F       | de finale verloren               |
| W       | het toernooi gewonnen            |
| w-v     | winst/verlies-balans             |

### Enkelspel
| Toernooi        | 1997 | 1998 | 1999 | 2000 | 2001 | 2002 |
| --------------- | ---- | ---- | ---- | ---- | ---- | ---- |
| Australian Open | 2R   | 3R   | 1R   | 2R   | 1R   | 1R   |
| Roland Garros   | 1R   | 2R   | 2R   | 2R   | 1R   | 1R   |
| Wimbledon       | 1R   | 1R   | –    | 1R   | 1R   | 1R   |
| US Open         | 1R   | 1R   | 2R   | 3R   | 2R   | 1R   |